# 长毛细辛
长毛细辛（学名：Asarum pulchellum）是马兜铃科细辛属的植物，为中国的特有植物。分布在中国大陆的湖北、安徽、四川、云南、贵州、江西等地，生长于海拔700米至1,700米的地区，多生长于林下腐殖土中，目前尚未由人工引种栽培。

## 别名
白毛细辛（湖北植物志） 毛乌金（湖北） 牛毛细辛（四川）